# Esigenze imperative
Le esigenze imperative (c.d. Rule of reason), elaborate per la prima volta dalla Corte di giustizia dell'Unione europea nella sentenza Cassis de Dijon rispondono ad un criterio di ragionevolezza e costituiscono un nuovo ordine di eccezioni all'esercizio delle libertà fondamentali dell'Unione. In tema di libera circolazione delle merci, esse formano un catalogo di eccezioni diverso dai motivi di deroga tipizzati dal legislatore dell'Unione nell'art. 36 TFUE e, alla stregua di questi ultimi, le esigenze imperative sono idonee a giustificare misure legislative ostative della libera circolazione delle merci nel mercato interno adottate dai singoli Stati membri, a condizione però che tali misure siano proporzionate rispetto al fine.
Il primo catalogo di esigenze imperative contemplava l'efficacia dei controlli fiscali, la protezione della salute pubblica, la lealtà dei negozi commerciali e la difesa dei consumatori. Tuttavia, tale catalogo è stato ampliato nel tempo, arrivando ad inglobare anche altri interessi di carattere generale quali, ad esempio, la tutela dell'ambiente (caso Danish bottles del 1988) e la salvaguardia del pluralismo della stampa (caso Familiapress del 1997).
Secondo la giurisprudenza Cassis de Dijon, le esigenze imperative sono invocabili solo nel caso in cui l'Unione non sia intervenuta con misure di armonizzazione del settore controverso e solo al fine di giustificare misure indistintamente applicabili ai prodotti nazionali e a quelli importati dall'estero. Diversamente, i motivi di deroga di cui all'art. 36 TFUE sarebbero invocabili anche al fine di giustificare misure c.d. discriminatorie (o distintamente applicabili), le quali, invece, prevedono un regime differenziato per i prodotti nazionali rispetto a quelli stranieri. 
Una parte della dottrina avalla tale distinzione, considerando le esigenze imperative quale limite intrinseco alla nozione stessa di misura d'effetto equivalente. In base a questo orientamento, poiché in assenza di misure europee di armonizzazione spetta agli Stati membri definire i propri livelli di protezione, l'eventuale rispondenza di una misura normativa nazionale ad esigenze imperative si risolverebbe, di fatto, nell'insussistenza di una misura d'effetto equivalente.
Secondo altra dottrina, invece, le esigenze imperative sono da considerarsi come un ampliamento giurisprudenziale dei motivi di deroga previsti dall'art. 36 TFUE e, di conseguenza, andrebbero, assoggettate alla medesima disciplina della norma del Trattato. In base a tale secondo orientamento, le esigenze imperative rappresenterebbero un limite estrinseco rispetto alla nozione di misura d'effetto equivalente. Pertanto la Corte dovrebbe prima esaminare la sussistenza di una misura d'effetto equivalente e, in un secondo momento, verificare la rispondenza della misura ad uno o più motivi di deroga di cui all'art. 36 TFUE o ad esigenze imperative.
Nella sua giurisprudenza più recente, la Corte di Giustizia sembra avallare tale secondo orientamento dottrinale. 
In alcune pronunce, infatti, la Corte ha giustificato misure distintamente applicabili alla luce della Rule of reason (v. casi Wallon Waste del 1992 e Aher-Waggon del 1998), evidenziando un'attenuazione delle distanze fra le esigenze imperative e i motivi di deroga di portata generale di cui all'art. 36 TFUE. In realtà, tale attenuazione sembra emergere solo con riguardo all'esigenza imperativa relativa alla tutela dell'ambiente, continuando quindi a sussistere per le altre esigenze imperative la distinzione precedentemente illustrata. A tal proposito, l'avvocato generale Jacobs, nel caso PreussenElektra, ha chiesto esplicitamente alla Corte di giustizia, per ragioni di certezza del diritto, di prendere una posizione chiara circa l'invocabilità della Rule of reason a giustificazione anche di misure distintamente applicabili. In Essent Belgium, invece, l'avvocato generale Bot nelle sue conclusioni finali ha chiesto alla Corte di qualificare la tutela dell'ambiente come esigenza imperativa preminente, addirittura più importante rispetto alle altre esigenze imperative, agganciando tale preminenza al principio d'integrazione di cui all'art. 11 TFUE, il quale richiede che le esigenze connesse alla tutela dell'ambiente siano integrate in tutte le politiche dell'Unione. Tale disposizione è unica in tutto il Trattato e si riferisce esclusivamente alla tutela dell'ambiente. In entrambi i casi, la Corte pur non replicando in maniera esplicita ai due avvocati generali, ha giustificato le misure discriminatorie controverse alla luce delle esigenze imperative.
Per verificare se una misura nazionale risponde ad uno dei motivi contemplati dall'art. 36 TFUE o ad esigenze imperative, la Corte di Giustizia sottopone la misura al c.d. test di proporzionalità. Tale test è scandito in tre fasi:
1) la prima fase è relativa alla verifica dell'efficacia della misura, intesa come idoneità dell'atto a perseguire il fine che esso si propone di raggiungere.
2) la seconda è relativa alla verifica della necessità della misura, intesa come indispensabilità della medesima. La misura per essere necessaria non deve essere sostituibile con misure alternative ugualmente idonee a raggiungere il fine e meno afflittive del libero scambio.
3) la terza è relativa alla verifica della proporzionalità in senso stretto della misura legislativa nazionale. Nel corso di tale fase, la Corte soppesa i costi e i benefici derivanti dall'adozione dell'atto normativo ed accerta che non vi sia una sproporzione fra questi. Raramente i giudici dell'Unione eseguono questa terza fase del test, la quale viene generalmente svolta solo quando nella fattispecie al vaglio dei giudici siano coinvolti interessi primari, riconducibili al nucleo costitutivo dell'Unione (ad es. la libera concorrenza nel mercato europeo, v. ancora caso Danish Bottles, punto 21).